# Ústřední hřbitov (Brno)
Ústřední hřbitov (lidově Centrálka) je největší hřbitov v Brně. Rozkládá se v katastrálním území Štýřice poblíž Vídeňské ulice, v nejjižnější oblasti městské části Brno-střed. Na severozápadním okraji hřbitova se nachází budova zdejšího krematoria, naopak na východě střední části se nachází památník sovětských a dalších zahraničních vojáků, kteří koncem druhé světové války padli při osvobozování Brna. Péči o hřbitov zajišťuje příspěvková organizace Správa hřbitovů města Brna.
Zřízen byl v roce 1883, v průběhu let byl několikrát rozšiřován. V současnosti se rozkládá na ploše 43 hektarů, díky čemuž je rozlohou druhým největším pohřebištěm v Česku (s rezervou a parkem má celkem 56 hektarů). Disponuje přibližně 80 000 hrobovými místy, v nichž bylo roku 2014 pochováno přibližně 400 000 osob. Dalších asi 45 000 zemřelých bylo rozptýleno, počet vsypů v té době byl asi 4 000.

## Historie
Ústřední hřbitov byl zřízen roku 1883 podle polohového plánu a projektu Aloise Prastorfera z roku 1881. Otevřen byl 3. listopadu pohřbem desetiletého chlapce Jiřího Šimka. Parcely pro hřbitov získalo město Brno roku 1882 od obce Horní Heršpice, k jejímuž katastru původně náležely, a nově založený hřbitov se stal zároveň novým katastrálním územím Staré Brno II. Katastrální území Staré Brno II. se, spolu se hřbitovem, dočkalo dvojího rozšíření o další parcely, do té doby patřící k Horním Heršpicím. Roku 1915 se při dalším rozšíření Brna stalo toto katastrální území součástí nově vytvořeného katastrálního území Staré Brno a Vídeňka. Později byl hřbitov ještě rozšiřován například o parcely patřící původně k Bohunicím, na nichž vzniklo i krematorium.
K původnímu založení architekta Prastorfera postupně přibyly další objekty. Nejprve obřadní síň (zpočátku také nazývaná Výkropní kaple, 1924–1926), stojící ve spodní části u vstupu, od Bohuslava Fuchse, kterou tehdy navrhl jako zaměstnanec městské stavební kanceláře, a o málo později krematorium od Ernsta Wiesnera (1925–1930), který zvítězil ve veřejné architektonické soutěži.

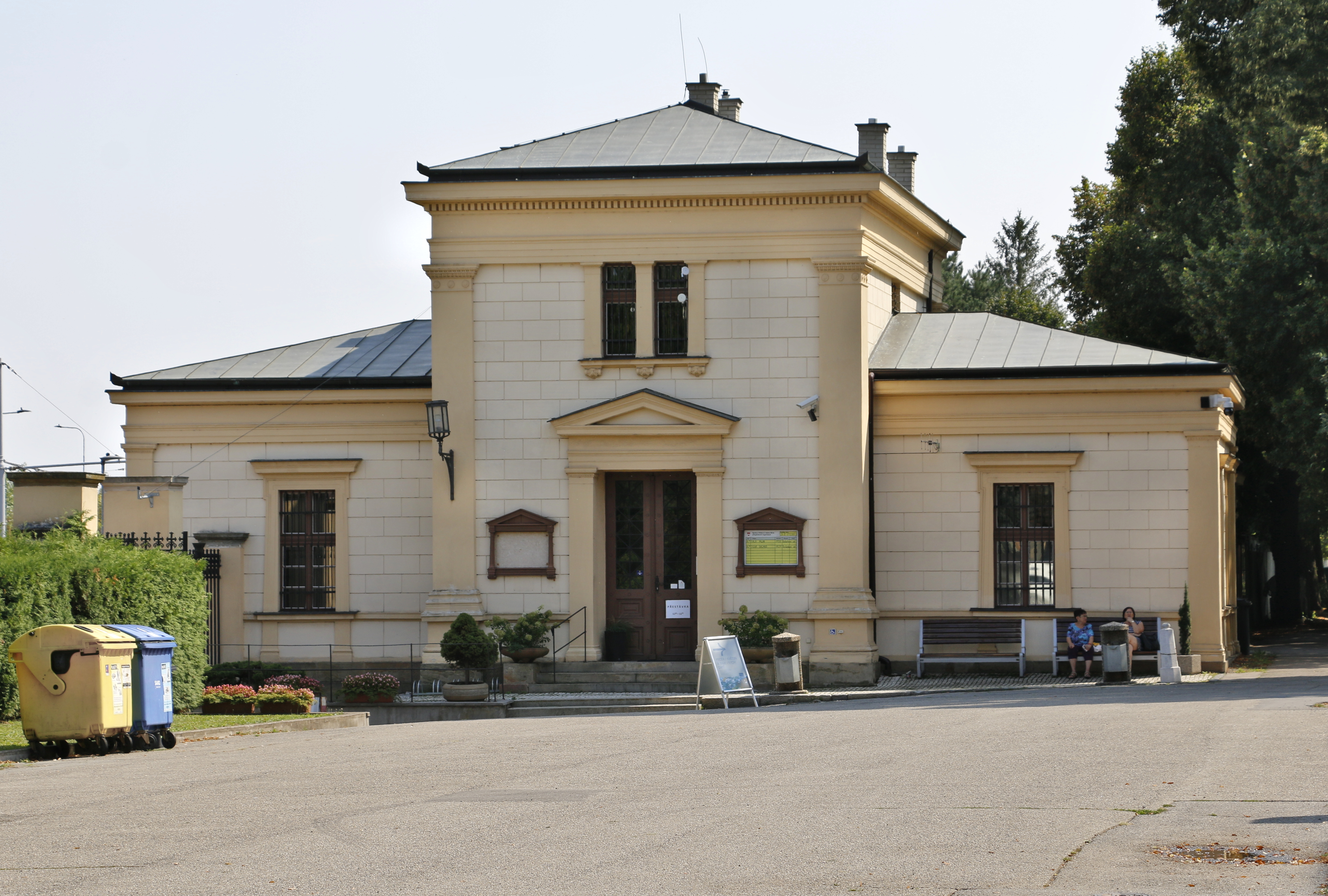
Vrátnice
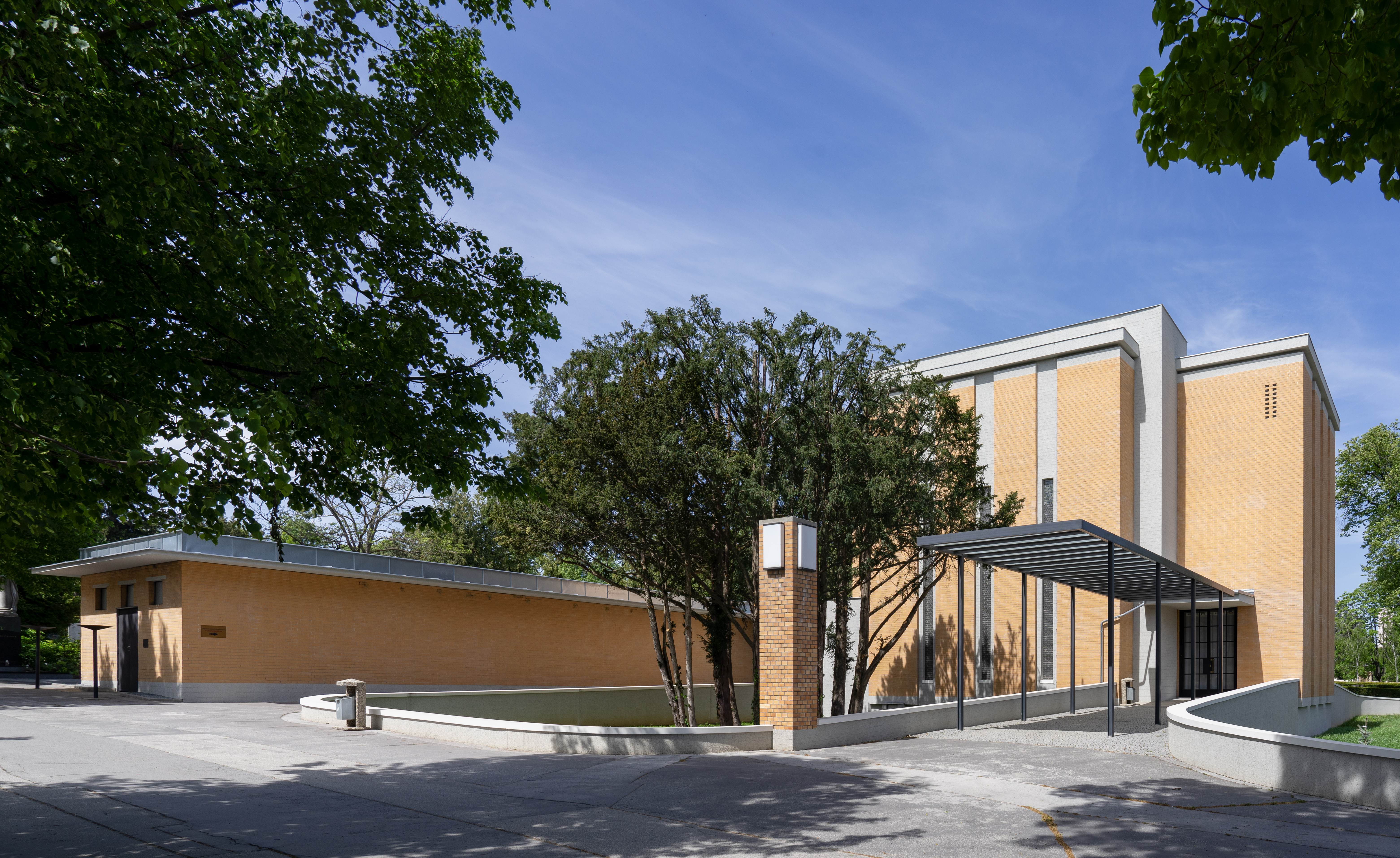
Obřadní síň
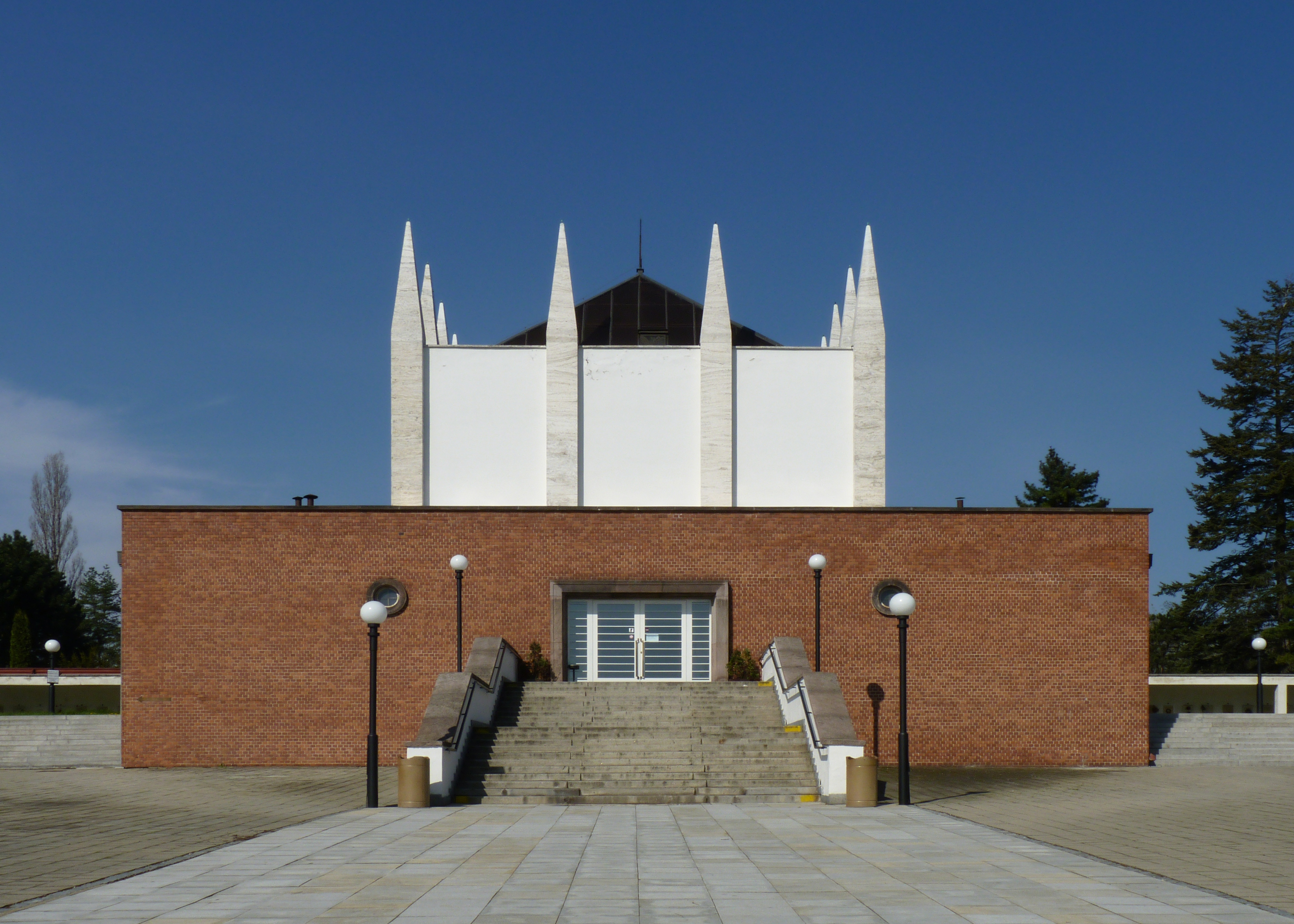
Krematorium

## Čestné pohřebiště

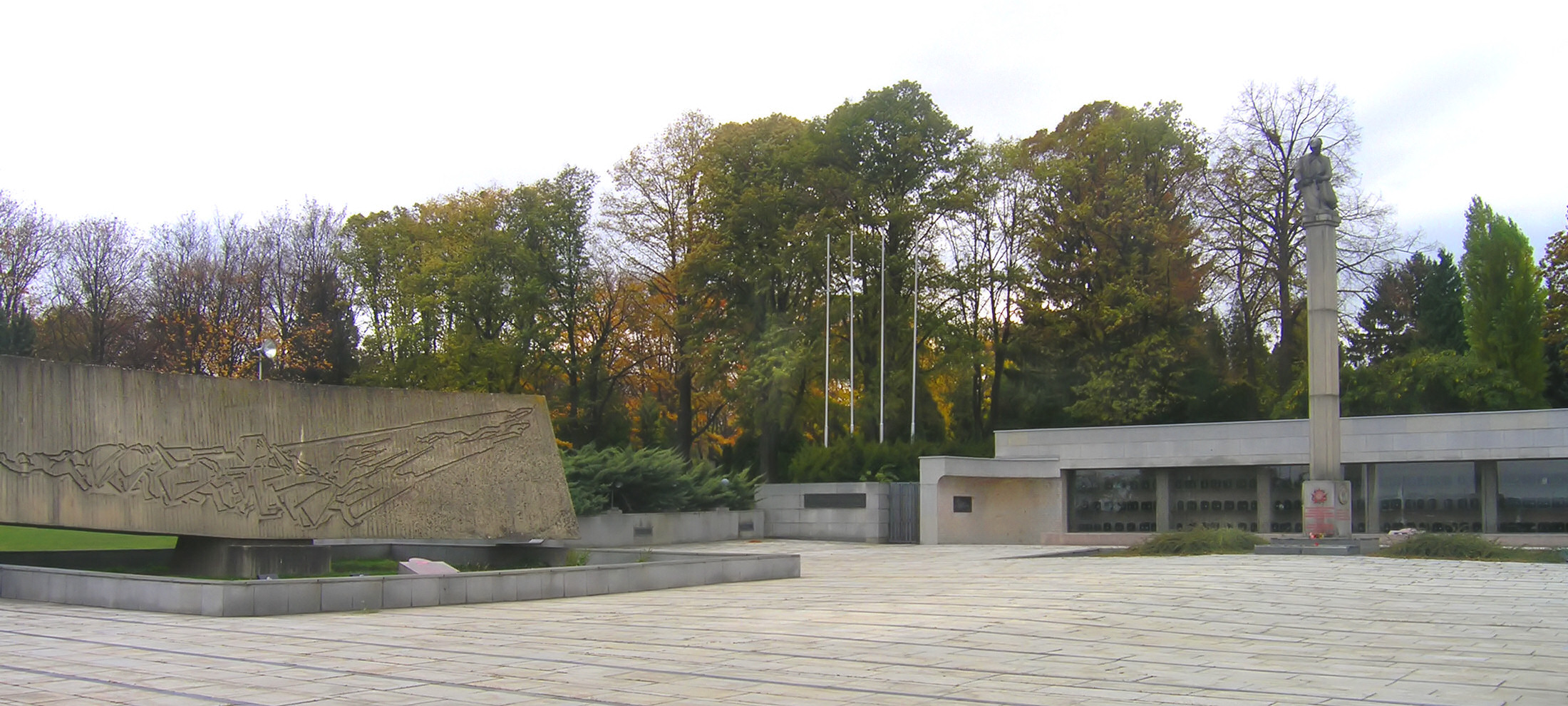
Pohřebiště sovětských vojáků

V jižní části hřbitova bylo v letech 1945–1946 vybudováno pietní území. Zde je pohřebiště členů odboje, sovětských vojáků a pohřebiště rumunských vojáků. Čestné pohřebiště tvoří samostatnou část a dominuje jí kolumbárium s urnami sovětských důstojníků. V prostoru mezi přístupovým schodištěm a kolumbáriem jsou hromadné hroby sovětských vojáků. Uprostřed pohřebiště stojí pilíř se sochou vojína. Toto pietní místo bylo upraveno v roce 1980 podle návrhu architekta Z. Denka. V roce 1989 bylo čestné pohřebiště prohlášeno národní kulturní památkou.

## Seznam pohřbených osobností
Na hřbitově jsou uloženy ostatky mimo jiné těchto osobností:
- Absolon Karel (1877–1960), speleolog a archeolog; Čestný kruh, sk. 25e/hr. 57,
- Arnold Josef (1824–1887), brněnský stavitel; původně sk. 18/hr. 143, od 1892 sk. 18/řada 2, hr. 286, od 2003 sk. 10/hr. 124-125,[8]
- Axman Miloš (1926–1990), sochař a rektor AVU; sk. 58/hr. 230,
- Axmann Josef (1891–1947), sochař; sk. H4/hr. 123,
- Babraj Konrád (1921–1991), sochař; sk. 12/hr. 130-4,
- Bakala Břetislav (1897–1958), hudební skladatel a dirigent; Čestný kruh, sk. 25e/hr. 7-8,
- Bárta Boleslav (1929–1991), moravský politik; sk. 25d/hr. 33-4,
- Bartošová Fedora (1884–1941), učitelka a libretistka Janáčkovy opery Osud, sk. 106/hr. 8-9,
- Barvič Josef (1853–1924), zakladatel prvního českého knihkupectví v Brně; sk. 70/hr. 126-7,
- Bařina František (1863–1943), opat augustiniánského kláštera na Starém Brně, politik;  sk. 2, řada 1/hr. 85,
- Bauer Alois (1926–1945); strůjce atentátu na Augusta Gölzera, čestný hrob ve skupině 56a,
- rodina Bauerů: Bauer Moritz  (1812–1895), Bauer Viktor (1847–1911), Bauer Viktor Moritz Peter Maria (1876–1939), podnikatelé v cukrovarnictví a politici - původně sk. 12/hr. 1–5, hrob v roce 1992 zlikvidován, náhrobek přenesen do sk. 27/hr. 39–41[9]
- Bezdíček Vilibald (1906–1991), pedagog, ministr školství;  sk. H56/hr. 66,
- Bláha Inocenc Arnošt (1879–1960), sociolog a filozof; sk. H6/hr. 404a,
- Blatný Ivan (1919–1990), básník; Čestný kruh, sk. 25e/hr. 2,
- Blatný Josef (1891–1980) a Blatný Pavel (1931–2021), hudební skladatelé; sk.38/hr. 67–68,
- Blatný Lev (1894–1930), dramatik; Čestný kruh, sk. 25e/hr. 2,
- Blažek Zdeněk (1905–1988), skladatel a ředitel brněnské konzervatoře;sk. 25e/hr. 5,
- Blažka Vladimír (1920–1945); strůjce atentátu na Augusta Gölzera čestný hrob ve skupině 56a,
- Bochořák Klement (1910–1981), básník; sk. 82/hr. 76-7,
- Borůvka Otakar (1899–1995), matematik; Čestný kruh, sk. 25e/hr. 38,
- Bracegirdle Thomas (1795–1873); podnikatel, spoluzakladatel První brněnské strojírny; sk. 14/hr. 39,
- Brandl Vincenc (1834–1901), historik a archivář; sk. 28/hr. 89-90,
- Brom Gustav (1921–1995), hudebník a dirigent; Čestný kruh, sk. 25e/hr. 36,
- Budínský Jaroslav (1865–1939), politik a poslanec; sk. 54/hr. 62-63,
- Bulín Hynek st. (1869–1950), právník a politik; sk. 61/hr. 6-8,
- Bulín Hynek ml. (1908–1996), právník a slavista; sk. 61/hr. 6-8,
- Caha Jaroslav Jan (1883–1941), moravskoslezský zemský prezident; sk. 28/hr. 102-3,
- Červinka Inocenc Ladislav (1869–1952), archeolog, zakladatel Moravského archeologického klubu;  sk. 9/hr. 6 (urna později uložena v Moravském zemském muzeu),
- Demek Jaromír (1930–2017) geograf, zakladatel  Goegrafického ústavu ČSAV;  sk. 81/hr. 309–310,
- Diblík Otakar (1929–1999), designér autobusu Škoda 706 RTO Brusel;  sk. 103/hr. 225,
- Dobrovský Josef (1753–1829), zakladatel slavistiky; sk. 32/hr. 4a,
- Dopita Zdeněk (1912–1977), divadelní režisér, ředitel Divadla bratří Mrštíků;  sk.71/hr. 111–112,
- Dostál Rudolf (1885–1973), botanik, morfolog a fyziolog rostlin, sk.25e/hr. 20,
- Dressler Alfred (1870–1919), sochař; sk. 62/hr. 111–112,
- Dufek Antonín (1943–2023), historik umění, sk. H47/hr. 46,
- Elgart-Sokol Karel (1874–1929), učitel, spisovatel a kritik; 25e/hr. 63,
- Erban Evžen (1912–1994), politik a ministr;  sk. 25b/hr. 59–60,
- Fialová Vlasta (1928–1998), herečka; Čestný kruh, sk. 25e/hr. 37,
- Filip František (1904–1957), tzv. Bezruký Frantík, podnikatel; sk. 62/hr. 1-2,
- Firkušný Leoš (1905–1950), muzikolog, bratr Rudolfa Firkušného; sk. 15/hr. 44,
- Firkušný Rudolf (1912–1994), klavirní virtuos; Čestný kruh, sk. 25e/hr. 43,
- Freiwilig Erwin (1914–1966), brněnská figurka "Evžen Petrolín"; sk. 89/hr. 114–116,
- Foltýn František (1891–1976), malíř; Čestný kruh, sk. 25e/hr. 48,
- Fuchs Bohuslav (1895–1972), architekt; Čestný kruh, sk. 25e/hr. 53,
- Gabriel Jiří (1930–2020), filosof a vysokoškolský pedagog, sk. H38/hr. 288,
- Gabrielová Bronislava (1930–2005), historička umění, sk. H38/hr. 288,
- Gerstbauer Valentin  (1836–1898); obchodník se suknem; sk. 18/hr. 6–12,
- Golombek Bedřich (1901–1961), novinář, beletrista; sk. 25a, hr. 9–10,
- Hadlač Jiří (1927–1991), výtvarník; sk. 32/hr. 116-7,
- Havlík E. Lubomír (1925–2000), historik; sk. H9a/hr. 164/2,
- Heinrich Arnošt (1880–1933), šéfredaktor Lidových novin; Čestný kruh, sk. 25e, hr. 55,
- Helcelet Jan (1812–1876), národohospodář a moravský politik; sk. 27/hr. 37-9,
- Herring Ernst Johann (1816–1871); podnikatel a politik; sk. 22a/hr. 10,
- Hodáč František (1845–1930); prezident Moravské advokátní komory, děd Nataši Gollové, skup. 30, hrob č. 18–19,
- Höger Rudolf (1907–1977), profesor JAMU, bratr Karla Högera, sk. H22/hr. 75,
- Holek Václav (1886–1954) zbrojní konstruktér a tvůrce kulometu BREN; sk. 91/hr. 212-213,
- Horký Karel (1909–1988), skladatel a fagotista; 25e/hr. 3,
- Horký Ludvík (1913–2008), administrátor brněnské diecéze v letech 1972–1990; sk. 13/hr. 1-6,
- Hořava František (1906–1974), sochař a malíř; sk. 11/hr. 1-2,
- Hrazdira Cyril Metoděj (1868–1926), hudební skladatel; sk. 47/hr. 52,
- Hybeš Josef (1850–1921), sociálně demokratický politik a novinář; Čestný kruh, sk. 25e/hr. 18,
- Chlubna Osvald (1893–1971), hudební skladatel; sk. 76/hr. 87-8,
- Chytil Josef (1812–1861), archivář Moravského zemského archivu; sk. 32/hr. 5a,
- Janáček Leoš (1854–1928), hudební skladatel a pedagog; Čestný kruh, sk. 25e/hr. 64,
- Zdenka (1865–1938), Olga (1882–1903) a Vladimír (1888–1890) Janáčkovi – rodinní příslušníci Leoše Janáčka; sk. 32/hr. 144-5,
- Janoušek Josef (1879–1935), právník a politik;  sk. 104/hr. 34–35,
- Jelínek Milan (1923–2014), jazykovědec a rektor Masarykovy univerzity; sk. 64/hr.361,
- Jeřábek Čestmír (1893–1981), spisovatel; Čestný kruh, sk. 25e/hr. 21,
- Jeřábek Dušan (1922–2004), literární historik a kritik; sk. H6/hr. 248,
- Jílek František (1913–1993), dirigent, šéf opery Národního divadla v Brně;  sk. 25e/hr. 32,
- Jiřikovský Václav (1891–1942), herec, ředitel Národního divadla v Brně;  sk. H5/hr. 99,
- Kadlec Eduard (1880–1961), československý generál,[10]
- Kalášek Josef (1904–1987), politik a nejvyšší představitel Brna v letech 1954–1963; sypová loučka, sk. H9b/hr C 899,
- Kalláb Karel (1884–1963), učitel a sběratel pověstí; sk. H7/hr. 23,
- Kancnýř Bedřich (1851–1940), právník a politik; sk. H36/hr. 27,
- Kaprál Václav (1889–1947), hudební skladatel, otec Vítězslavy Kaprálové; sk. H3/hr. 27,
- Kaprálová Vítězslava (1915–1940), hudební skladatelka; Čestná alej, sk. H5/hr. 98,
- Kladivo Bohumil (1888–1943), pedagog a vědec;  sk. H5/hr. 405,
- Knispel Kurt (1921–1945), německé tankové eso z druhé světové války; německý vojenský hřbitov,
- Konečný Alois (1858–1923), politik a poslanec; sk. 64/hr. 308,
- Konečný Robert (1906–1981), průkopník psychoterapie, filozof a spisovatel; sk. 58/hr. 425-6,
- Kopřiva Miloslav (1894–1968), architekt; sk. 69/hr. 480–1,
- Korec Jan (1856–1913), pedagog a spisovatel;  sk. 75/hr. 176–177,
- Kosmák Václav (1843–1898), spisovatel; sk. 28/hr. 89-90,
- Kovanda Rudolf (1949–1989), zpěvák a brněnská figurka; sk. 38/hr. H38-308,
- Králík Emil (1880–1946), architekt; sk. H6/hr. 223,
- Kratochvil Jef (1943–2018), fotograf;  sk. 30/hr. 25-26,
- Kratochvil Josef (1915-2001), skaut, účastník 2. odboje, vědec a politik; sk. 28/hr. 76-9,
- Kratochvil Josef (1882-1940), moravský filozof a spisovatel; sk. 28/hr. 75,
- Krist Eduard (1844–1922), brněnská figurka "Fra Diavolo"; sk. 44/hr. 54,
- Krkoška Pankrác (1861–1888), novinář, zakladatel deníku Rovnost; sk. 23/hr. 682,
- Křížkovský Pavel (1820–1885), hudební skladatel, učitel Leoše Janáčka; sk. 2/hr. 83,
- Kroha Jiří Vendelín (1893–1974), architekt; Čestný kruh, sk. 25e/hr. 7,
- Kudláček František (1894–1972), houslový virtuos, rektor JAMU; sk. 25e/hr. 54,
- Kunz Kuneš (1846–1890), novinář, organizátor českojazyčného školství a kultury v Brně;  sk. 11/hr. 109–110,
- Kurandová Jarmila (1890–1978), herečka; Čestný kruh, sk. 25e/hr. 12,
- Kursa Jaroslav (1875–1950), autor československé (české) vlajky; sk. 10/hr. 93-9,
- Kutal Albert (1904–1976), historik umění a pedagog; sk. 30, ř. 1, hr. 44,
- Kyas Vladimír (1917–1990), lingvista a slavista;  sk. 54/hr. 31–32,
- Kyselková Františka (1865–1951), etnografka; sk. 30b/hr. 30–31,
- Kyselková Marie (1935–2019), herečka; sk. 30b/hr. 30-31,
- Lacina Lubor (1920–1998), architekt; sk. H3/hr. 80,
- Lachnit Jan (1819–1895), právník a politik; sk. 2, řada 1, hr. 51,
- Lakomý Ladislav (1931–2011), herec; sk. 20/hr. 61,
- Lederer Ferdinand (1906–1990), architekt, spoluautor návrhu pavilonu Z na brněnském výstavišti;  sk. 20/hr. 9–10,
- Lídl Josef (1864–1946) a Lídl Václav (1894–1981), výrobci a prodejci hudebních nástrojů, sk. H4/hr. 92,
- Lichtág Jan (1898–1985), sochař; sk. 21/hr. 179,
- Lindenthal Dominik (1818–1890), otec konstruktéra mostů v USA Gustava Lindenthala; sk. 13/hr. 105–107,
- List Vladimír (1877–1971), elektroinženýr, rektor VUT a autor návrhu pražského metra; sk. H36/hr. 107,
- Lojka Leopold (1886–1926), řidič auta při sarajevském atentátu; sk. 59/hr. 417–418,
- Loos Adolf starší (1829–1879); kameník a sochař; sk. 31/hr. 93–95,
- Löw Adolf (1824–1883), průmyslník a textilní podnikatel; sk. 18/hr. 144–149,
- Macků Bedřich (1879–1929), starosta města Brna; sk. 42/hr. H42–1,
- Mahen Jiří (1882–1939), básník, dramatik a novinář; Čestný kruh, sk. 25e/ hr.62,
- Maňas František (1921–2004), skladatel a dirigent;  sk. 37/hr. 99–100,
- Marek Jiří (1914–1993), sochař; Čestný kruh, sk. 25e/hr. 31,
- Martinec Theodor (1909–1989), rektor Masarykovy univerzity a předseda Společnosti pro Moravu a Slezsko; sk. 100/hr. 53–54,
- Maška Karel Jaroslav (1851–1916), paleontolog, objevitel čelisti neandrtálce v jeskyni Šipka; sk. 29/hr. 71-2,
- Mendel Johann Gregor (1822–1884), zakladatel genetiky, opat; sk. 2/hr. 81,
- Merhaut Josef (1863–1907), spisovatel a novinář; sk. 19/hr. 23-4,
- Mikulášek Oldřich (1910–1985), básník; Čestný kruh, sk. 25e/hr. 10,
- Mikšíček Matěj (1815–1892), moravský národní buditel; sk. 43/hr. 73,
- Milén Eduard (1891–1976), malíř; Čestný kruh, sk. 25e/hr. 50,
- Moravec Vlastimil (1949–1986), cyklista a vítěz Závodu míru; sk. H2/hr. 53,
- Mrštík Alois (1861–1925), spisovatel a dramatik; Čestná alej, sk. H5/hr. 386, urna odcizena,
- Najmr Jan Maria (1920–2003), malíř a pedagog; sk. H5/hr. 33,
- Napp Cyril František (1792–1867), dlouholetý opat starobrněnského kláštera; sk. 2/hr. 81,
- Navrátil Jan (1909–1992), kardiochirurg; sk. 1/hr. 92,
- Nejezchleb-Marcha Dominik (1880–1961), spisovatel a politik;  sk. 25b/hr. 4–5,
- Neumark V. Walter (1887–1939), průmyslník a honorární konzul;  sk. 106/hr. 98–100,
- Bohumil Nezval ( 1875–1957), učitel a Emilie Nezvalová ( 1875–1951), rodiče básníka Vítězslava Nezvala; sk. H5/hr. 12,
- Novák Arne (1880–1939), literární historik a kritik, rektor Masarykovy univerzity; sk. 32/hr. 115,
- Oplatek Otakar ( 1907–1985), architekt;  sk. 17/hr. 105,
- Ošmera Josef  1899–1977), učitel a spisovatel;  sk. 30, řada 1/hr. 37,
- Pásek Milan (1920–1990), herec, ředitel Divadla bratří Mrštíků;  sk. H4/hr. 10,
- Pavlík František (1885–1905), oběť bojů o zřízení české univerzity v Brně; sk. 68/hr. 245,
- Pech Ladislav (1866–1942), herec a režisér a Pechová Ema (1869–1965), herečka, rodiče herce Ladislava Peška; sk. 25b/hr. 57–58,
- Petrželka Vilém (1889–1967), hudební skladatel a pedagog; Čestný kruh, sk. 25e/hr. 54b,
- Pilka Ladislav (1933–2014), porodník; sk. H5e/hr. 6,
- Pluhař Ladislav (1865–1940), právník a politik; sk. 54/hr. 17-9,
- Pluhař Zdeněk (1913–1991), spisovatel, představitel socialistického realismu; sk. 54/hr. 17-9,
- Polášek Josef (1899–1946), architekt; sk. 75/hr. 197–8,
- Povolný Dalibor (1924-2004), entomolog; sk. H1/hr. 157,
- Popelář Bohumír (1914–1969), pedagog a psycholog; sk. 32/hr. 37–38,
- Popelka Augustin (1887–1951), ministr spravedlnosti a předseda Nejvyššího soudu; sk. 56, řada 1/hr. 279–280,
- Pražák Otakar (1858–1915), zemský advokát, politik; sk. 60, hr. 129-131,
- Procházka Antonín (1882–1945), malíř a Procházková Linka, malířka; Čestný kruh, sk. 25e/hr. 61,
- Procházka Matěj (1811–1889), moravský vlastenecký kněz; sk. 28/hr. 40–1,
- Přidal Antonín (1935–2017), spisovatel a pedagog; sk. H5e/hr. 31,
- Pulda Jaroslav (1870–1926), divadelník a autor detektivek o Léonu Cliftonovi;  sk. 44/hr. 897,
- Richter Václav (1900–1970), historik umění a pedagog; kolumbárium
- Ripka Adolf (1812–1884), podnikatel a politik;  sk. 2/hr. 105–107,
- Rohrer Rudolf (1838–1914), podnikatel a politik;  sk. 57/hr. 96,
- Rotrekl Zdeněk (1920–2013), básník a spisovatel; sk. 54, řada 1/hr. 83–84,
- Royt Václav (1827–1907), pedagog a historik; sk. 24/hr. 138-140,
- Rozehnal Bedřich (1902–1984), architekt; Rozptylová loučka I.,
- Růžička Zdeněk (1925–2021), sportovní gymnasta; sk. H3/ hr. 26,
- Řihák Zdeněk (1924–2006), architekt, projektant hotelu Continental ; kolumbárium odd. 4b, schránka 339,
- Seifert Ladislav (1883–1956); rektor Masarykovy univerzity, sk. 2/hr. 81-89,
- Sejbal Jiří (1929–2004), ředitel Moravského zemského muzea;  sk. 44/hr. 711–712,
- Scherhaufer Peter (1942–1999), divadelník, činný v Divadle Husa na provázku; Čestný kruh, sk. 25e/hr. 40,
- Schmal Adolf Fridrich (1852–1931), textilní podnikatel;  sk. 19, řada 2/hr. 191 – 195,
- Schoeller Gustav von (1830–1912), velkoobchodník ve vlnařství, cukrovarnictví a ocelářství; sk. 25d/řada 2, hr. 19–28,
- Singule Rudolf (1883–1945), rakousko-uherské ponorkové eso z 1. světové války;[11] sk. 58/hr. 71-3,
- Skácel Jan (1922–1989), básník; Čestný kruh, sk. 25e/hr. 1,
- Skoupý Karel (1886–1972), XII. brněnský biskup, oběť komunismu; sk. 11/hr. 138–9,
- Sokol Antonín H. (1847–1889), spisovatel a šéfredaktor deníku Moravská orlice; sk. 5, řada 2/hr. 140,
- Stehlík Miloš (1923–2020), historik umění a pedagog; sk. 69/hr. 290–292,
- Storek Heinrich (1862–1918), německý průmyslník, chemik, konstruktér a vynálezce, sk. 1/hr. 105–7,
- Stránecká Františka (1839–1888), spisovatelka; sk. 5/hr. 68,
- Stránský Adolf (1855–1931), novinář, politik a ministr; sk. 62/hr. 75–7,
- Stránský Jaroslav (1884–1973), novinář, politik a ministr, syn Adolfa Stránského; sk. 62/hr. 75–7,
- Sus Oleg (1924–1982), estetik a pedagog;  sk. 85b/hr. 84–85,
- Sušil František (1804–1868), sběratel písní a národní buditel; sk. 28/hr. 40–1,
- Šaff Vojtěch Eduard (1865–1923), sochař; sk. 24/hr. 177,
- Šilinger Tomáš Eduard (1866–1913), katolický politik; sk. 2/hr. 81-89,
- Šindler Valentin ( 1885–1957), operní pěvec, herec,  Stréček Matěj Křópal z Břochovan;  sk. 13/hr. 33–34,
- Širůček Antonín (1913–1977), sochař; sk. 14/hr. 221-2,
- Šílený Václav (1849–1911), advokát a poslanec; sk. 28/hr. 45–47,
- Šlégr František (1894–1971), herec  a divadelní režisér; sk. H5/hr. 393,
- Šmahelová Helena (1910–1997) spisovatelka;  sk. 39/hr. 66–67,
- Štědroň Bohumír (1905–1982), muzikolog; sk. H2/hr. 22,
- Štědroň Vladimír (1900–1982), hudební skladatel; sk. H2/hr. 22,
- Šteflíček Evžen (1922–2015), architekt; sk. 54/hr. 71-72,
- Šujan František (1859–1944), pedagog a moravský historik; sk. 54/hr. 127–128,
- Tauský Vilém (1910-2004), hudební skladatel a dirigent; Čestná alej, sk. H5e/hr. 2,
- Těsnohlídek Rudolf (1882–1928), spisovatel a novinář; sk. 32/hr. 90,
- Teyschl Otakar (1891–1968), lékař a sběratel umění; Čestný kruh, sk. 25e/hr. 34,
- Till Eduard (1824–1898), velkoobchodník a průmyslník v oboru železářství; sk. 25a/hr. 37–45,
- Tomeček Jaromír (1906–1997), spisovatel; Čestný kruh, sk. 25e/hr. 35,
- Trávníček František (1888–1961), jazykovědec, rektor univerzity; sk. H3/hr. 55,
- Trefulka Jan (1929–2012), spisovatel; sk. H5e/hr. 34,
- Tuček Josef (1845–1900), právník a politik; sk. 30/ řada 1, hr.2,
- Uher Josef (1880–1908), spisovatel; sk. 57/hr. 215,
- Úlehla Vladimír (1888–1947), etnograf; Čestná alej, sk. H5/hr. 94,
- Vach Ferdinand (1860–1939), skladatel, zakladatel Pěveckého sdružení moravských učitelů;  sk. 26/hr. 112–114,
- Vaněk Karel (1866–1924), první český starosta Brna; Čestný kruh, sk. 25e/hr. 19,
- Vašek Antonín (1829–1880), jazykovědec, národní buditel, otec Petra Bezruče; sk. 19/hr. 172,
- Vávra Jindřich Blažej (1831–1887), botanik a cestovatel; sk. 18/hr. 17–21,
- Vážný František (1868–1941), soudce a prezident  Nejvyššího soudu;  sk. 103/hr. 63–64,
- Vichr Konrád (1882–1972), obchodník a finský honorární konzul v Brně, sk. H4/hr. 92,
- Víšek Jiří (1960–2022), fotograf a pedagog; sk. 80, řada 4/hr. 294–295,
- Vondrák Václav (1859–1925), jazykovědec a rektor Masarykovy unverzity; sk. 75, řada 1/hr. 35–36,
- Vymazal František (1841–1917), polyglot, autor jazykových učebnic; sk. 32/hr. 76,
- Wirth Eduard (1869-1935), český akademický malíř, iluminátor, ilustrátor a grafik,
- Zach František Alexandr (1807–1892), srbský generál českého původu; sk. 73/hr. 19,
- Zamazal Josef (1899-1971), český akademický malíř a pedagog; skup. H42, hrob č. 392
- Zástěra Jaroslav (1921–2001), historik; sk. 59/hr. 70,
- Zavřel Jan (1879–1946), zoolog a rektor Masarykovy univerzity; Čestná alej, sk. H5/hr. 95,
- Zelený Josef (1824–1886), malíř; sk. 107/hr. 543,
- Zezula Milan (1921–1992), malíř a divadelní výtvarník a Zezulová Olga (1922–2001), režisérka; sk. 25b/hr. 57–58,
- Zhoř Antonín (1896–1965), spisovatel a legionář; sk. 58, řada 2/hr. 155,
- Zhoř Igor (1925–1997), výtvarný teoretik a pedagog; sk. 58, řada 2/hr. 155,
- Žáček Jan (1849–1934), advokát, politik a ministr; sk. 1/hr. 96-98.

Na hřbitově se nacházejí náhrobky provedené českými, moravskými, německými (rakouskými) aj. sochaři a architekty: Nikos Armutidis, Josef Axmann, Miloš Axman, František Bílek[nepřesný odkaz], Zdeněk Denk, František Fabiánek, Bohuslav Fuchs, Josef Fuss, Jiří Hadlač, Theophil von Hansen, Vincenc Havel, František Hořava, Karl Korschann, Emil Králík, Jiří Kroha, Josef Kubíček, Lubor Lacina, Jan Laušmann, Jan Letzel, Václav Hynek Mach, Vincenc Makovský, Jiří Marek, Julius Pelikán, Josef Polášek, Antonín Širůček, Otakar Španiel, Jan Štursa, Johann Eduard Tomola, Germano Wanderley, Johann Carl Wollek, Olbram Zoubek atd. 
Za pozornost stojí největší monument na hřbitově – hrobka rodiny velkopodnikatelů a uhlobaronů Herringů (sk. 22a).
Na hřbitově byly pohřbeny i další významné osobnosti, jejichž hroby resp. náhrobky však již byly odstraněny:
- d'Elvert Christian (1803–1894), starosta Brna v letech 1861–1864,
- Falkensteiner Valentin (1800–1884), podnikatel a mecenáš,
- Fuchs Hugo (1844–1907), právník a politik,
- Nebehosteny Josef (1852–1921), stavitel a architekt mimo jiné dnešního  Mahenova divadla,
- Promber Adolf (1843–1899), právník a politik,
- Reissig Karl (1832–1908), advokát a politik,
- Strass Karl van der (1817–1880), starosta Brna v letech 1876–1880,
- Winterholler Gustav (1833–1894), starosta Brna v letech 1880–1894,
- Wieser August (1847–1916), starosta Brna v letech 1894–1916,
- Zoebl Anton (1852–1902), agronom, pedagog a politik.